# Doktor Who – seria 8 (2014)
Ósma seria nowej wersji (chronologicznie 34.) brytyjskiego serialu science-fiction pt. Doktor Who rozpoczęła się 23 sierpnia 2014 wraz z premierą odcinka Głęboki oddech, a zakończyła się 8 listopada 2014 odcinkiem Śmierć w niebie. Oprócz Stevena Moffata, który pozostał na stanowisku producenta wykonawczego serialu, producentem wykonawczym był także Brian Minchin, a producentami tej serii byli Nikki Wilson oraz Peter Bennett.
Zdjęcia do serii rozpoczęły się 6 stycznia 2014 roku, a zakończyły się 6 sierpnia 2014 roku. Seria składa się z 12 odcinków. Pierwszy odcinek serii był emitowany w wielu kinach na świecie, m.in. w Wielkiej Brytanii, Stanach Zjednoczonych, Rosji, Niemczech, Irlandii, Austrii, Australii, Nowej Zelandii i na Ukrainie. Dwa finałowe odcinki tego sezonu można było zobaczyć w technologii 3D w kinach w Stanach Zjednoczonych w dniach 15-16 września 2015 oraz w Danii 26 września 2015 wraz z prequelem do serii dziewiątej.
Głównym motywem serii jest odkrywanie tożsamości tajemniczej kobiety przedstawiającej się jako Missy, do której trafiają zmarłe osoby. Pod koniec serii okazuje się, że Missy to dawny arcywróg Doktora, Mistrz, który przy pomocy Cybermenów oraz manipulacji relacjami pomiędzy Doktorem i Clarą uknuł swój plan. Wątkami pobocznymi serii są m.in. związek Clary i Danny'ego oraz odpowiedź na pytanie Doktora: „Czy jestem dobrym człowiekiem?”.

## Obsada

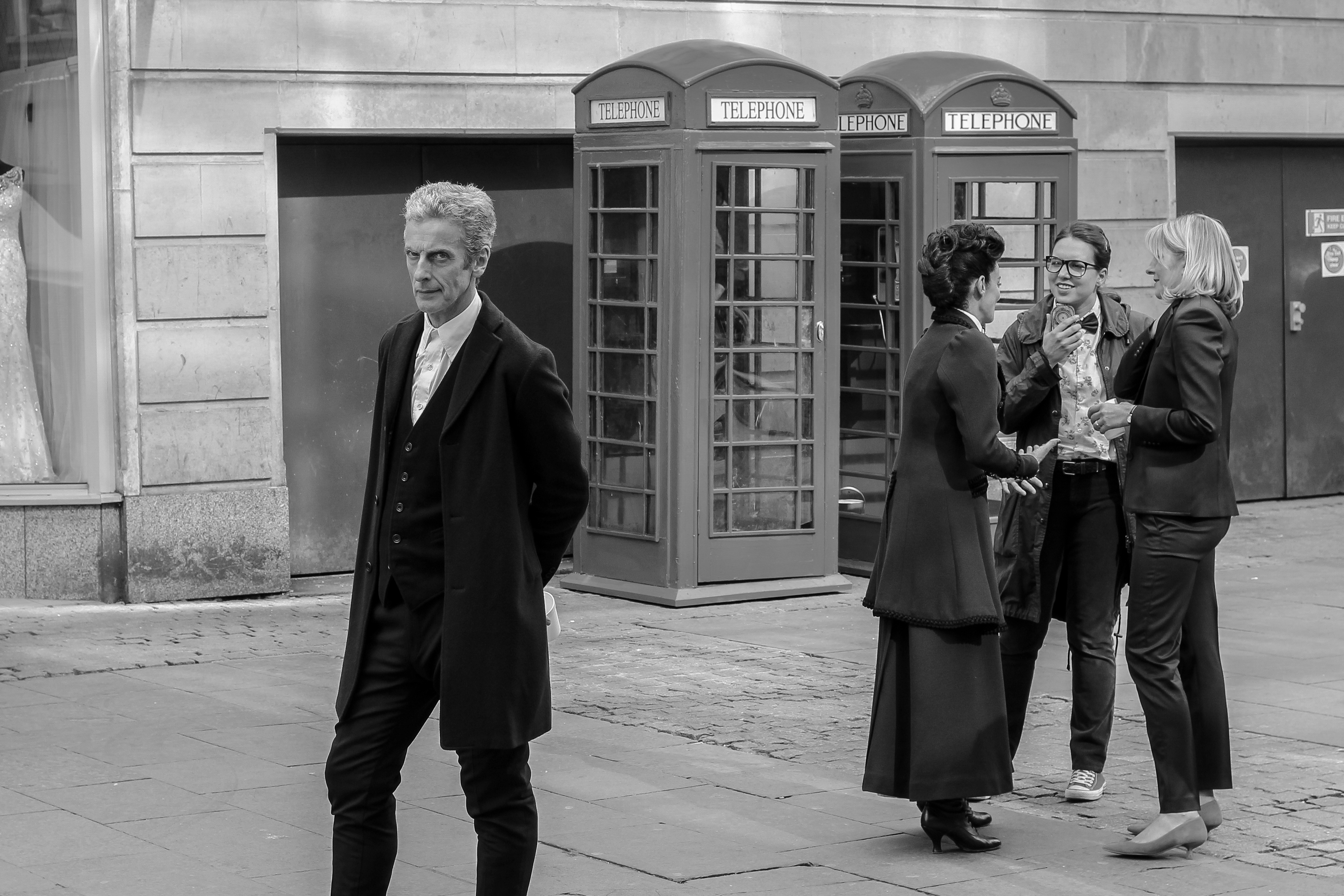
Część obsady finałowego odcinka pt. Śmierć w niebie w czerwcu 2014 roku w centrum miasta Cardiff. Od lewej do prawej: Peter Capaldi, Michelle Gomez, Ingrid Oliver oraz Jemma Redgrave

### Role główne
W czerwcu 2013 roku ogłoszono, że aktor Matt Smith, odgrywający tytułową rolę od 2010 roku, zamierza opuścić serial. 4 sierpnia 2013 roku w specjalnym programie Doctor Who Live: The Next Doctor, emitowanym na BBC One, zakomunikowano, że w rolę dwunastego Doktora wcieli się 55-letni aktor Peter Capaldi. Steven Moffat, producent wykonawczy serialu, przyznał, że ten aktor był jedynym kandydatem do tej roli. Postać Doktora została ostatecznie przejęta przez Capaldiego w specjalnym odcinku świątecznym poprzedzającym serię ósmą pt. Czas Doktora w 2013 roku. Capaldi pojawił się wcześniej w serialu w roli Caeciliusa w odcinku Ogień z Pompejów (seria czwarta), a także jako John Frobisher w 3. sezonie spin-offu Doktora Who pt. Torchwood.
Do roli towarzyszki Doktora powróciła Jenna Coleman jako Clara Oswald.

### Role drugoplanowe
W październiku 2013 roku aktorka Neve McIntosh ogłosiła podczas wywiadu, że postaci Madame Vastry (Neve McIntosh), Jenny Flint (Catrin Stewart) oraz Straxa (Dan Starkey) powrócą do serialu w pierwszym odcinku sezonu pt.: Głęboki oddech. Ponadto, 24 lutego 2014 roku ogłoszono obsadzenie aktora Samuela Andersona w roli Danny'ego Pinka, nauczyciela matematyki i kolegi Clary z Coal Hill School, który pojawia się regularnie w odcinkach 8. sezonu.
W finałowych odcinkach (Ciemna woda / Śmierć w niebie) do swoich ról powróciły również Jemma Redgrave i Ingrid Oliver, jako odpowiednio: Kate Stewart i Osgood. Postaci te pojawiły się poprzednio na ekranie w odcinku rocznicowym Dzień Doktora.
Michelle Gomez została obsadzona w roli Missy, opisywanej początkowo jako Strażniczka wrót zaświatów. Postać ta pojawia się w odcinku pierwszym, drugim, szóstym, dziewiątym, dziesiątym, jedenastym i dwunastym jako część przewijającego się przez cały 8. sezon motywu Ziemi Obiecanej. W 11. odcinku pt. Ciemna woda zostaje wyjawione, że Missy jest tak naprawdę kolejną inkarnacją Mistrza, jednego z największych wrogów Doktora.

### Role gościnne
W rolach gościnnych w serialu wystąpili: Keeley Hawes w roli Pani Delphox (odcinek 5.), Tom Riley jako Robin Hood (odcinek 3.), Ben Miller jako szeryf z Nottingham (odcinek 3.), Hermione Norris jako Lundvik (odcinek 7.), Frank Skinner jako Perkins (odcinek 8.), Foxes (odcinek 8.), Christopher Fairbank jako Fenton (odcinek 9.), Sanjeev Bhaskar jako pułkownik Ahmed (odcinek 12.) oraz Chris Addison jako Seb (odcinki 6., 11. i 12.).

## Produkcja
W sierpniu 2013 roku aktorka Jenna Coleman ogłosiła, że rozpoczęcie zdjęć do nowego sezonu zaplanowane zostało na styczeń 2014 roku.
W kolejnych miesiącach ogłaszano reżyserów przydzielonych do reżyserii kolejnych odcinków. W październiku podjęto decyzję, że reżyserem pierwszych dwóch odcinków będzie Ben Wheatley, a ich produkcja rozpocznie się w grudniu 2013 roku. W listopadzie dwa kolejne odcinki zostały przydzielone Paulowi Murphy'emu, a w grudniu kolejne dwa Douglasowi Mackinnonowi. Pierwsze czytanie scenariusza miało miejsce 17 grudnia 2013 roku.
Zdjęcia do sezonu rozpoczęły się 6 stycznia 2014 w Cardiff, natomiast pierwsze sceny z udziałem Petera Capaldi'ego i Jenny Coleman wykonano 7 stycznia 2014 roku. Dnia 22 lutego 2014 roku ogłoszono, że Paul Wilmshurst wyreżyseruje jeden z odcinków sezonu. 11 maja 2014 roku ogłoszono, że odcinek reżyserowany przez Wilmshursta i napisany przez Harnessa zostanie nakręcony w Lanzarote, gdzie wcześniej kręcono zdjęcia do 4-częściowego odcinka Planet of Fire wyemitowanego w 1984 roku. 14 maja 2014 roku ogłoszono, że amerykańska reżyser Rachel Talalay wyreżyseruje dwa odcinki sezonu. 2 lipca 2014 nakręcono sceny na cmentarzu Box w Llanelli. Lokalizację tę wykorzystano poprzednio, gdy kręcono sceny do odcinka sezonu siódmego pt. The Angels Take Manhattan. 4 lipca 2014 ogłoszono, że jeden z odcinków zostanie wyreżyserowany przez Sheree Folkson. 19 lipca 2014 przed Katedrą św. Pawła w Londynie kręcono sceny z udziałem Cybermenów; poprzednio lokalizację tę wykorzystano w odcinku z 1968 roku pt. The Invasion. Zdjęcia do sezonu zakończyły się 6 sierpnia 2014 roku.

### Efekty specjalne
Ósmy sezon oprócz zmiany aktora grającego główną postać przyniósł również zmianę czołówki. Sekwencja czołówki wykorzystana w 8. sezonie została zainspirowana opublikowanym w serwisie YouTube fanowskim projektem, stworzonym przez Billy'ego Hanshawa. Filmik został znaleziony w internecie przez Stevena Moffata, któremu pomysł na tyle się spodobał, że postanowił oprzeć oficjalną wersję czołówki o pomysł Hanshawa.
Efekty specjalne do tego sezonu wykonała firma Milk Visual Effects, która była wcześniej zatrudniona przy tworzeniu efektów do odcinka Dzień Doktora.

### Ścieżka dźwiękowa
Wybrane utwory, skomponowane na potrzeby tej serii przez Murraya Golda, zostały skompilowane na trzech płytach CD i wydane 18 maja 2015 roku w zestawie razem ze ścieżką dźwiękową z odcinka specjalnego Ostatnia gwiazdka przez Silva Screen Records.

## Odcinki
| N/o | #     | Tytuł                       | Tytuł polski                | Reżyseria         | Scenariusz                     | Uwagi                           | Premiera                          | Premiera w Polsce (BBC Ent.)        |
| --- | ----- | --------------------------- | --------------------------- | ----------------- | ------------------------------ | ------------------------------- | --------------------------------- | ----------------------------------- |
| 242 | 1     | Deep Breath                 | Głęboki oddech              | Ben Wheatley      | Steven Moffat                  | 1 odcinek (79 minut)            | 23 sierpnia 2014                  | 23 sierpnia 2014                    |
| Dinozaur materializuje się w wiktoriańskim Londynie i wypluwa TARDIS wraz z Doktorem i Clarą na pokładzie na brzeg Tamizy, gdzie zostają przywitani przez madame Vastrę, Jenny i Straxa. Gdy jeszcze tej samej nocy dinozaur ginie w płomieniach, nowozregenerowany Doktor postanawia przeprowadzić w tej sprawie śledztwo. Tymczasem Clara zauważa ogłoszenie w gazecie i wszystko wskazuje na to, że to Doktor jest jego autorem. Okazuje się jednak, że ogłoszenie to pułapka zastawiona przez roboty szukające części do swoich systemów, w którą wpada zarówno ona jak i Doktor. |       |                             |                             |                   |                                |                                 |                                   |                                     |
| 243 | 2     | Into the Dalek              | Wnętrze Daleka              | Ben Wheatley      | Phil Ford Steven Moffat        | 1 odcinek                       | 30 sierpnia 2014                  | 31 sierpnia 2014                    |
| Dwoje wojowników kosmicznych, Journey Blue oraz jej brat, uciekają przed atakującymi ich Dalekami. Sekundy przed wybuchem ich statku Doktor ratuje jednak pozostałą przy życiu Journey i odwozi ją na statek Arystoteles, gdzie jej wuj w obawie o to, że Doktor jest szpiegiem Daleków, chce go zabić. Jedyną szansą na przeżycie jaką Doktor dostaje, jest udanie się na ryzykowną misję do wnętrza uszkodzonego Daleka ze skrzywioną moralnością i naprawienie go. Doktor, by wykonać zadanie, prosi o pomoc Clarę. |       |                             |                             |                   |                                |                                 |                                   |                                     |
| 244 | 3     | Robot of Sherwood           | Robot z Sherwood            | Paul Murphy       | Mark Gatiss                    | 1 odcinek                       | 6 września 2014                   | 7 września 2014                     |
| Clara i Doktor trafiają do lasu Sherwood, gdzie spotykają Robina Hooda. Doktor, mimo spotkania, ma wątpliwości co do jego prawdziwości. Podczas zawodów w łucznictwie Clara, Doktor i Robin zostają schwytani przez rycerzy, którzy okazują się być robotami szeryfa Nottingham. Okazuje się, że pewien statek kosmiczny rozbił się na Ziemi i uszkodził swoje silniki, a w bazie danych statku Doktor dowiaduje się również, że roboty te wykorzystują mity i legendy, w tym tą o Robin Hoodzie, by pozostać niezauważonymi, a w tym czasie naprawić swoje silniki. |       |                             |                             |                   |                                |                                 |                                   |                                     |
| 245 | 4     | Listen                      | Posłuchaj                   | Douglas Mackinnon | Steven Moffat                  | 1 odcinek                       | 13 września 2014                  | 14 września 2014                    |
| W czasie, gdy Clara przeżywa miłosne wzloty i upadki z Dannym Pinkiem, Doktor rozważa hipotezę, że czasem coś znajduje się pod łóżkiem i łapie ludzi za nogi. Prosi Clarę o pomoc w jej udowodnieniu, która, choć sceptyczna, zgadza się na udowodnienie tej hipotezy. Lecz zamiast trafić do przeszłości Clary, jak zamierzali, trafiają do przeszłości Ruperta Pinka, który swojego czasu mieszkał w domu dziecka w Gloucester. Tam okazuje się, że teoria Doktora jest prawdziwa. |       |                             |                             |                   |                                |                                 |                                   |                                     |
| 246 | 5     | Time Heist                  | Skok na czas                | Douglas Mackinnon | Stephen Thompson Steven Moffat | 1 odcinek                       | 20 września 2014                  | 21 września 2014                    |
| Clara szykuje się do kolejnej randki z Dannym. Kiedy ma zamiar wyjść, zjawia się Doktor, do którego zaczyna jednak ktoś dzwonić. Gdy tylko odbiera telefon, budzą się w tajemniczym miejscu, a wraz z nimi znajdują się tam też dwie inne osoby: Psi, udoskonalony technologicznie człowiek, oraz Saibra, humanoidalna mutantka z możliwością zmiany swojego wyglądu. Tam dowiadują się, że pozwolili sobie zresetować pamięć i mają za zadanie obrabować jeden z najbardziej strzeżonych banków w kosmosie, bank Karabraxos. Okazuje się, że w posiadaniu banku jest istota o nazwie „Kasjer”, która przerabia mózg na „zupę” gdy tylko wyczuje poczucie winy. |       |                             |                             |                   |                                |                                 |                                   |                                     |
| 247 | 6     | The Caretaker               | Woźny                       | Paul Murphy       | Gareth Roberts Steven Moffat   | 1 odcinek                       | 27 września 2014                  | 28 września 2014                    |
| Clara próbuje utrzymać podwójne życie: jako towarzyszki Doktora oraz nauczycielki w Coal Hill School, gdzie umawia się z Dannym. Pewnego razu, gdy Clara wchodzi do TARDIS, Doktor informuje ją, że tym razem on nie chce z nią podróżować. Następnego dnia rano, nauczyciele Coal Hill School, w tym Clara, zostają poinformowani, że do personelu dołącza nowy woźny, John Smith, który to okazuje się być Doktorem. Clara dowiaduje się od Doktora, że w okolicy szkoły jest potwór, którego Doktor próbuje zlokalizować. W tym czasie Danny zauważa dziwne zachowanie nowego woźnego i podąża jego śladem. |       |                             |                             |                   |                                |                                 |                                   |                                     |
| 248 | 7     | Kill the Moon               | Zabić Księżyc               | Paul Wilmshurst   | Peter Harness                  | 1 odcinek                       | 4 października 2014               | 19 października 2014                |
| Doktor, wraz z Clarą oraz uczennicą Coal Hill School, Courtney Woods, przybywa na statek kosmiczny, który właśnie rozbija się o Księżyc w 2049 roku. Po wyjściu ze statku Doktor, Clara, Courtney oraz załoga statku odkrywa na jego powierzchni dziwne stworzenia przypominające pająki, a także liczne pęknięcia skorupy Księżyca. Okazuje się, że Księżyc jest wielkim jajem, które wkrótce się wykluje. Doktor zostawia Clarę, Courtney oraz ostatnią pozostałą przy życiu osobę z załogi, Lundvikę, na łaskę losu. |       |                             |                             |                   |                                |                                 |                                   |                                     |
| 249 | 8     | Mummy on the Orient Express | Mumia w Orient Expressie    | Paul Wilmshurst   | Jamie Mathieson                | 1 odcinek                       | 11 października 2014              | 26 października 2014                |
| Clara wraz z Doktorem odbywają swoją ostatnią przygodę, odwiedzając kosmiczny pociąg o nazwie Orient Express. Okazuje się, że na pokładzie co jakiś czas ktoś umiera. Wkrótce Doktor, Clara oraz kilku innych pasażerów odkrywają, że część pasażerów to hologramy, a na pokładzie jest potrafiąca się teleportować mumia zabijająca osoby w ciągu 66 sekund, a widzi ją jedynie jej najbliższa ofiara. Doktor odkrywa, że jej ofiary to osoby słabe lub chore. Clara po tej przygodzie rezygnuje ze swoich postanowień i kontynuuje podróżowanie z Doktorem. |       |                             |                             |                   |                                |                                 |                                   |                                     |
| 250 | 9     | Flatline                    | Trzeci wymiar               | Douglas Mackinnon | Jamie Mathieson                | 1 odcinek                       | 18 października 2014              | 2 listopada 2014                    |
| Doktor i Clara trafiają do Bristolu, gdzie odkrywają, że coś sprawia, że TARDIS zmniejszyła się. Doktor postanawia, że zostanie w TARDIS, a Clara pójdzie rozejrzeć się po okolicy, w celu dowiedzenia się, jakie siły zewnętrzne mogły spowodować zmniejszenie się TARDIS. Jeden z grafficiarzy mówi Clarze, że od jakiegoś czasu w okolicy znikają ludzie, a ktoś maluje ich podobizny na murach. Wkrótce Clara odkrywa, że ci ludzie zostają w rzeczywistości „spłaszczeni” do ścian lub murów. Niedługo po tym Clara wraz z kilkoma osobami musi uciekać przed dwu-, a później trójwymiarowymi istotami, które ich gonią. |       |                             |                             |                   |                                |                                 |                                   |                                     |
| 251 | 10    | In the Forest of the Night  | W lesie nocy                | Sheree Folkson    | Frank Cottrell Boyce           | 1 odcinek                       | 25 października 2014              | 9 listopada 2014                    |
| Danny i Clara wraz z kilkoma uczniami Coal Hill School budzą się po nocowaniu w Muzeum Historii Naturalnej w Londynie. Gdy wychodzą z budynku okazuje się, że cała Ziemia zarosła drzewami. Tymczasem jedna z uczennic która uciekła z nocowania, Maebh, spotyka Doktora. Gdy Doktor spotyka Clarę i Danny'ego okazuje się, że dodatkowo Słońce zagraża podpaleniem całej Ziemi, a Maebh, która może pomóc w uratowaniu ludzkości, uciekła. Okazuje się, że w lesie panującym na całej Ziemi są też dzikie zwierzęta, w tym wilki i tygrysy. |       |                             |                             |                   |                                |                                 |                                   |                                     |
| 252 | 11 12 | Dark Water Death in Heaven  | Ciemna woda Śmierć w niebie | Rachel Talalay    | Steven Moffat                  | 2 odcinki (2. odcinek 60 minut) | 1 listopada 2014 8 listopada 2014 | 16 listopada 2014 23 listopada 2014 |
| Danny podczas rozmowy telefonicznej z Clarą zostaje potrącony na ulicy i umiera. Clara, szantażując Doktora, chce odzyskać Danny'ego za wszelką cenę. By pomóc zrozpaczonej Clarze, Doktor zabiera ją do miejsca, w którym według TARDIS odnajdą Danny'ego. Tam wita ich osoba o imieniu Missy, która kieruje ich następnie do dr. Changa. Opowiada on, iż dzięki temu miejscu ludzie trafiają do zaświatów. Jako dowód, kontaktuje Clarę z Dannym po śmierci, a Doktor idzie dokładniej przyjrzeć się sprawie. Niedługo po tym Doktor odkrywa, że Missy to skrót od Mistrzyni, czyli żeńskiej inkarnacji Mistrza. Missy uwalnia na ulice Cybermenów. Na pomoc Doktorowi w walce z Missy i Cybermenami przybywa zespół UNIT-u, który mianuje Doktora „Prezydentem Ziemi”. |       |                             |                             |                   |                                |                                 |                                   |                                     |

1. ↑  Tytuł polski podany za lektorem polskiej wersji językowej wyprodukowanej na zlecenie BBC Worldwide.

## Promowanie sezonu
10 czerwca 2014 roku BBC wydało oświadczenie, że planowana jest trasa światowa promująca ósmy sezon serialu. Trasa odbyła się w dniach 7-19 sierpnia 2014, a uczestniczyli w niej Peter Capaldi, Jenna Coleman oraz Steven Moffat. W ciągu 12 dni odwiedzili Cardiff, Londyn, Seul, Sydney, Nowy Jork, Meksyk oraz Rio de Janeiro; brali udział w spotkaniach z fanami oraz udzielali wywiadów.
13 lipca 2014 roku na BBC One po raz pierwszy wyświetlono zwiastun z ujęciami z nowego sezonu. Odbyło się to w przerwie między połowami finału Mistrzostw Świata w Piłce Nożnej.
W międzyczasie wydano również cztery teasery promujące serial, kolejno: 23 maja, 27 czerwca, 4 lipca i 27 lipca 2014.
7 sierpnia 2014 na BBC News wyemitowano wywiad z Peterem Capaldim, podczas którego pokazano również sceny z drugiego odcinka sezonu (Wnętrze Daleka).
Od 18 sierpnia BBC wypuściła serię krótkich teaserów odliczających kolejne dni do premiery.

## Przedpremierowe przecieki materiałów
6 lipca 2014 roku scenariusze do pierwszych pięciu odcinków ósmego sezonu wyciekły przypadkowo do sieci z siedziby BBC Worldwide w Ameryce Łacińskiej. Scenariusze zostały udostępnione online, powodując sensację w mediach. W wydanym przez BBC Worldwide oświadczeniu poproszono ludzi mających dostęp do nielegalnie udostępnionych materiałów, by utrzymywali w tajemnicy fabułę odcinków aż do ich oficjalnej premiery.
Z kolei 12 lipca czarno-biała, oznaczona znakami wodnymi „przedpremierowa” wersja odcinka Głęboki oddech została udostępniona za pomocą serwisu The Pirate Bay. Była to surowa, lecz w większości ukończona wersja pierwszego odcinka, w której brakowało wielu efektów specjalnych. BBC potwierdziło, że przeciek nastąpił z tego samego źródła co wcześniej scenariusze. Odcinek drugi, Wnętrze Daleka również znalazł się w sieci. Pomimo że pierwsza piracka wersja tego odcinka zawierała błąd, który sprawiał, że odcinka nie dało się pobrać, naprawiona wersja pliku znalazła się w sieci w drugim tygodniu sierpnia 2014.
Robot z Sherwood przeciekł do sieci w trzecim tygodniu sierpnia. Obawiano się, że kolejne trzy odcinki również spotka ten sam los, jako że były zawarte w tym samym pliku co Robot z Sherwood. Odcinki Posłuchaj oraz Skok na czas również jeszcze przed swoją premierą przeciekły do sieci.

## Emisja
W grudniu 2013 roku, na obchodach 50. rocznicy istnienia Brytyjskiego Instytutu Filmowego, producent serialu, Steven Moffat, oświadczył, że ósma seria nie będzie podzielona na dwie części (jak to miało wcześniej miejsce w przypadku serii szóstej i siódmej). Powiedział również, że emisja będzie miała miejsce w drugiej połowie 2014 roku. W lutym 2014 roku reżyser pierwszych dwóch odcinków, Ben Wheatley, podał informację, że jego odcinki będą emitowane latem 2014. Teaser wydany 23 maja potwierdził dodatkowo, że premiera odbędzie się w sierpniu 2014. Kolejny teaser, wydany 27 czerwca, podał datę premiery jako 23 sierpnia.
7 sierpnia 2014 roku w Cardiff, podczas trasy światowej promującej serię, wyświetlono przedpremierowo pierwszy odcinek pt.: Głęboki oddech. Podobnie zrobiono na innych przystankach trasy, w tym m.in. w Londynie, Sydney czy Seulu.
Pierwszy odcinek pt.: Głęboki oddech miał premierę 23 sierpnia 2014 roku m.in. na kanale BBC One w Wielkiej Brytanii, BBC America w Stanach Zjednoczonych, Space w Kanadzie oraz BBC Entertainment w Polsce. W Australii odcinek ten wyemitowano 24 sierpnia na kanale ABC, w Nowej Zelandii 31 sierpnia na kanale Prime7, we Włoszech 18 stycznia 2015 na kanale Rai 4, a we Francji 27 marca 2015 na kanale France 4. Ponadto, pierwszy odcinek jako jedyny z serii został również wyświetlony w kinach w kilku państwach na świecie, m.in. w Wielkiej Brytanii, Stanach Zjednoczonych, Rosji, Niemczech, Irlandii, Austrii, Australii, Nowej Zelandii i na Ukrainie. Dwa finałowe odcinki, zatytułowane Ciemna woda i Śmierć w niebie, zostały wyświetlone w technologii 3D wraz z prequelem do 9. serii w kinach w Stanach Zjednoczonych w dniach 15-16 sierpnia 2015 roku, a także w Danii 26 sierpnia 2015 roku.
Pierwszy odcinek w dniu premiery w Wielkiej Brytanii obejrzało 9,17 miliona widzów i był to odcinek z zanotowaną najwyższą oglądalnością spośród odcinków tego sezonu. Średnia oglądalność całej serii wynosiła 7,26 miliona widzów.

## Ocena krytyków
Sezon 8. Doktora Who został odebrany bardzo pozytywnie i został uznany za jeden z najlepszych sezonów serialu.
Pojedyncze odcinki również zyskały pozytywny odbiór krytyków. Odcinek pt.: Posłuchaj w szczególności zyskał uznanie krytyków, niektórzy z nich uważają go za jeden z najlepszych odcinków serialu, widząc w nim potencjalny klasyczny odcinek serialu. Głęboki oddech, Wnętrze Daleka, Skok na czas, Woźny, Mumia w Orient Expressie, Trzeci wymiar oraz Śmierć w niebie również w większości zyskiwały pozytywne opinie, w szczególności za nowy kierunek rozwoju postaci Doktora i mroczniejszą atmosferę w serialu.
Krytyków podzielił natomiast odcinek Zabić Księżyc – część stawiała go na równi z jakością odcinka Posłuchaj, natomiast inni krytykowali go za kiepsko napisany scenariusz. Dan Martin, pisząc dla The Guardian, krytykował odcinek Mumia w Orient Expressie, w którym dostrzegał napięcie seksualne pomiędzy Doktorem, a Clarą, mimo że według wcześniejszych zapowiedzi nie miało być między nimi żadnych relacji miłosnych. Pojawiły się jednak także głosy krytyki, które wskazywały na kontrowersyjność serii. Pojawiły się zażalenia z powodu licznych aluzji do rażącej gejowskiej agendy. Zarzucano również, że nowe mroczniejsze tematy są nieodpowiednie dla małych dzieci.
Pomimo pozytywnych opinii krytyków, w porównaniu do poprzednich sezonów, widzowie mieli bardziej podzielone opinie.

## Nagrody i nominacje
Na ceremonii IGN Best Television Awards w 2014 roku, seria ósma wygrała nagrodę People's Choice w kategorii najlepsza seria Sci-Fi.
W 2015 roku seria ósma otrzymała pięć nominacji do nagrody BAFTA Cymru. Peter Capaldi otrzymał nominację w kategorii najlepszy aktor za odcinek Ciemna woda, natomiast Jenna Coleman była nominowana w kategorii najlepsza aktorka za występ w odcinku Zabić Księżyc. Montażysta William Oswald został nominowany w kategorii najlepszy montaż za odcinek Ciemna woda. Obsada produkcyjna serialu otrzymała także nominacje w kategorii Najlepsze efekty specjalne za odcinek Ostatnia gwiazdka oraz w kategorii najlepsza czołówka i koncept graficzny za odcinek Głęboki oddech.
Seria ta otrzymała także dwie nominacje do nagrody BAFTA Scotland. Michelle Gomez nominowano w kategorii najlepsza aktorka, natomiast Steven Moffat otrzymał nominację w kategorii najlepszy scenarzysta.
Ekipy produkcyjne zajmujące się efektami specjalnymi (Milk VFX, Real SFX oraz BBC Wales VFX) otrzymały nagrodę na ceremonii Nagrody Craft Brytyjskiej Akademii Telewizyjnej w kategorii najlepsze efekty specjalne.
Odcinek Głęboki oddech został nominowany do nagrody w kategorii Wybitny indywidualny odcinek na ceremonii GLAAD Media Awards.
Steven Moffat otrzymał nominację do nagrody Brama Stokera w kategorii Najlepszy scenariusz za odcinek Posłuchaj. Był to pierwszy odcinek Doktora Who nominowany do tej nagrody. Odcinek ten nominowany został także do Nagrody Hugo w kategorii najlepsza prezentacja dramatyczna (krótka forma).
Seria ta była także nominowana do nagrody Saturna w kategorii najlepsza seria zorientowana na młodych widzów, natomiast Jenna Coleman nominowano w kategorii najlepsza drugoplanowa aktorka telewizyjna.
Seria została nominowana do National Television Awards w kategorii serial.
Na rozdaniu Online Film & Television Association Awards Peter Capaldi został nominowany w kategorii najlepszy aktor w serialu telewizyjnym, natomiast seria została nominowana w kategorii najlepszy serial telewizyjny.
Na ceremonii TV Choice Awards seria otrzymała trzy nominacje; w kategorii najlepszy serial familijny, najlepsza aktorka (dla Jenny Coleman) oraz najlepszy aktor (dla Petera Capaldiego).

## Wersja na DVD i Blu-ray
Odcinek Głęboki oddech został wydany na DVD i Blu-ray, 8 września 2014 w Regionie 2, 9  września 2014 w Regionie 1 i 10 września 2014 w Regionie 4.
Seria 8 została wydana na DVD i Blu-ray, 17 listopada 2014 w Regionie 2, 19 listopada 2014 w Regionie 4, oraz 9 grudnia 2014 w Regionie 1.

## Powiązane
Brytyjska platforma publikująca materiały do nauki języka angielskiego, Pearson Education, opublikowała trzy nowelizacje na podstawie scenariuszy odcinków tego sezonu z gramatyką o różnym stopniu zaawansowania.
| Tytuł                       | Autor nowelizacji | Data wydania  | Źródło          |
| --------------------------- | ----------------- | ------------- | --------------- |
| Robot of Sherwood           | Nancy Taylor      | 25 lipca 2019 | [ 138 ] [ 139 ] |
| Mummy on the Orient Express | Jane Rollason     | 25 lipca 2019 | [ 140 ] [ 141 ] |
| Flatline                    | David Maule       | 25 lipca 2019 | [ 142 ] [ 143 ] |